# Hwang Kyo-ahn
Hwang Kyo-ahn (kor. 황교안, ur. 15 kwietnia 1957 w Seulu) – południowokoreański prawnik i polityk, w latach 2015-2017 premier Korei Południowej, w latach 2016-2017 pełniący obowiązki prezydenta Korei Południowej.

## Życiorys
Ukończył studia prawnicze na Uniwersytecie Sungkyunkwan. W 2006 ukończył studia LLM na tej samej uczelni. Przez 30 lat pracował jako prokurator.
W latach 2013–2015 był ministrem sprawiedliwości. 18 czerwca 2015 został premierem Korei Południowej, Od 9 grudnia 2016 do 10 maja 2017 roku pełnił obowiązki prezydenta Korei Południowej po zawieszeniu poddanej procedurze impeachmentu prezydent Park Geun-hye. 10 maja 2017 roku, w dniu objęcia urzędu przez prezydenta Mun Jae-ina, podał swój rząd do dymisji, która została przyjęta następnego dnia. 
W 2019 został wybrany liderem Partii Wolności Korei, po porażce partii w wyborach do Zgromadzenia Narodowego zrezygnował z przywództwa.